# Spaljena zemlja
Spaljena zemlja naziv je za vojnu strategiju kojom se tokom povlačenja namerno uništava sve što bi moglo poslužiti neprijatelju. Ime je dobilo po tome što je u svojim najranijim oblicima uključivala spaljivanje poljoprivrednih useva kako ih neprijatelj ne bi mogao koristiti kao izvor hrane. Danas se pod time podrazumeva ne samo uništavanje zaliha hrane, goriva i drugih namirnica nego i mostova, željezničkih pruga, elektrana, telekomunikacijskih uređaja, vazduhoplovnih pista, luka i drugih oblika infrastrukture, a što bi za cilj imalo da se izazovu što veći problemi u neprijateljskoj logistici i uspori njegovo napredovanje. 
Strategiju spaljene zemlje obično upotrebljava strana koja je brojno, tehnički ili na neki drugi način inferiorna neprijatelju. Njen cilj je prisiljavanje logistički iscrpljenog neprijatelja na povlačenje sa teritorije ili usporavanje njegovog napredovanja kako bi se dobilo na vremenu za prikupljanje sredstva za protivudar. Kao jedan od prvih primera se navodi Herodotov opis načina na koji su Skiti naterali persijskog kralja Darija Velikog da povuče vojsku iz njihove zemlje. Među najpoznatije primere takve strategije spada rusko povlačenje pred Napoleonom 1812. godine, kinesko povlačenje pred Japancima krajem 1930-ih, te Staljinova strategija kojom su Sovjeti 1941. nastojali da zaustave operaciju Barbarosa.
Od strategije spaljene zemlje treba razlikovati namerno uništavanje poljoprivrednih useva i druge infrastrukture koje se za vreme kaznenih ekspedicija sprovodi nad civilnim stanovništvom u svrhu njegove pacifikacije ili drugih čisto političkih razloga. Međutim, postoje slučajevi kada je teško razlučiti jedno od drugog, a za šta se kao primer navodi Šermanov marš u Američkom građanskom ratu.
Koncept spaljene zemlje ponekad se figurativno primenjuje u poslovnom svetu, gde kompanija suočena sa pokušajem preuzimanja vlasništva čini sebe manje vrednom prodajom svoje imovine.
Strategija uništavanja opskrbe hranom i vodom civilnog stanovništva u konfliktnom području zabranjena je članom 54 Protokola I Ženevskih konvencija iz 1977. godine. Relevantan odlomak nalaže:
Zabranjeno je napasti, uništiti, ukloniti ili učiniti beskorisne objekte neophodne za opstanak civilnog stanovništva, poput prehrambenih proizvoda, poljoprivrednih površina za proizvodnju prehrambenih proizvoda, useva, stoke, instalacija i zaliha pitke vode, i sistema za navodnjavanje, radi specifične svrha njihovog uskraćivanja zbog njihove životne vrednosti civilnom stanovništvu ili protivničkoj strani, bez obzira na motiv, bilo da bi iscrpeli glađu civili, da bi bili prisiljeni da se odsele ili zbog bilo kojeg drugog motiva.

## Drevna istorija
Skiti su koristili metode spaljene zemlje protiv kralja Darija Velikog od Persije, tokom njegove Evropske skitske kampanje. Skiti, koji su bili nomadski stočari, izbegli su Perijance i povukli se u dubine stepa, uništavajući zalihe hrane i trujući bunare. Znatan deo Darijevih trupa je pomro od gladi i dehidracije.
Grčki general Ksenofont u svojoj Anabasi beleži da su Jermeni spalili svoje useve i zalihe hrane dok su se povlačili pre napredovanja Deset hiljada.
Grčki plaćenički general Memnon predložio je persijskim Satrapima da koriste politike spaljene zemlje protiv Aleksandra dok se kretao kroz Malu Aziji. On je odbijen.

### Rimsko ratovanje
Sistem kaznenog uništavanja imovine i pokoravanja ljudi prilikom prateće vojne kampanje bio je poznat kao vastatio. Dve prve upotrebe spaljene zemlje zabeležene su tokom Galskih ratova. Prva je korištena kada su keltski Helveti bili prisiljeni da evakuišu svoje domove u Južnoj Nemačkoj i Švajcarskoj zbog upada neprijateljskih germanskih plemena: da bi dodali podsticaj maršu, Helveti su uništili sve što nisu mogli da donesu. Nakon što su Helveti poraženi kombinovanom rimsko-galskom silom, Helveti su bili primorani da obnove domove na razorenim nemačkim i švajcarskim ravnicama koje su sami uništili.
Drugi slučaj pokazuje stvarnu vojnu vrednost: tokom Velikog galskog rata Gali pod Vercingetoriksom planirali su da namame rimske armije u Galiju, a zatim da ih zarobe i unište. Oni su stoga opustošili ruralnu oblast sadašnjih zemalja Beneluksa i Francuske. To je stvorilo ogromne probleme Rimljanima, ali rimski vojni trijumfi nad Galskom alijansom pokazali su da to samo po sebi nije bilo dovoljno da spasi Galiju od pokoravanja Rimu.
Tokom Drugog punskog rata u 218–202. pne, Kartaginjani su selektivno koristili ovaj pristup dok su prolazili Italijom. Po okončanju Trećeg punskog rata 146. godine pne, rimski senat je takođe izabrao da koristi ovu metodu za trajno uništenje kartaginskog glavnog grada, Kartagine (blizu današnjeg Tunisa). Zgrade su srušene, kamenje razbacano tako da nije ostala ni ruševina, a polja su spaljena. Međutim, priča da su oni zasolili zemlju je apokrifna.
Godine 363, invazija cara Julijana na Sasanidsku Persiju bila je zaustavljena politikom spaljene zemlje:
Prostrana regija koja leži između reke Tigris i planina Medije ... bila je u znatno poboljšanom stanju kultivacije. Julijan je mogao očekivati da bi osvajač, koji je posedovao dva nasilna instrumenta uveravanja, čelik i zlato, lako mogao steći izobilna životna sredstva usled straha ili strahopoštovanja. Međutim, po približavanju Rimljana, bogata i ružičasta perspektiva je bila odmah uništena. Gde god bi krenuli ... stoka je bila odgnana; trava i zreli usevi su bili uništeni vatrom; i, čim bi plamenovi presehnuli, što su bili omeli Julijanov marš, on bi bio suočen sa melanholičnim licem dimeće i gole pustinje. Ovaj očajnički, ali efektivni način odbrane može se izvršiti samo entuzijazmom ljudi koji više vole svoju nezavisnost nego svoju imovinu; ili strogošću proizvoljne vlade, koja se stara o javnoj bezbednosti ne podvrgavajući se njihovim sklonostima slobode izbora.

## Postklasična istorija

### Rano evropsko ratovanje
Britanski monah Gilda, čiji je traktat „O propadanju Britanije” iz šestog veka pisao o ranijoj invaziji „Jer se vatra za osvetom … proširila od mora do mora … i nije prestala, sve dok nije uništavajući susedne gradove i zemlje, dosegla drugu stranu ostrva.”
Za vreme Prvog islamskog građanskog rata (656-661), Muavija I je poslao Busr ibn Abi Artata na kampanju u Hejaz u Jemenu da bi opustošio teritoriju odanu Muavijevom oponentu Ali ibn Abi Talibu. Prema Tabariju, procenjuje se da je 30.000 civila ubijeno tokom ove kampanje. Muavije je takođe poslao Sufjana ibn Avfa u Irak da spali useve i kuće Alijevih pristalica.
Tokom velike vikinške invazije na Englesku, kojoj se suprotstavljao Alfred Veliki i razni drugi saksonski i velški vladari, vikinški poglavar Hastajn je krajem leta 893. marširao sa svojim ljudima na Čester da bi tamo zauzeo razrušenu rimsku tvrđavu. Prepravljena tvrđava je trebalo da pruži odličnu bazu za napade na severnu Merciju, ali Mercijanci su preduzeli drastične mere uništavanja svih useva i stoke u okolini kako bi smorili Dance glađu. Danci su napustili Čester sledeće godine i uputili se u Vels.

## Literatura
- Ambler, Sophie; Bailey, Mark; Seel, Graham E. (2018). British Depth Studies c5001100 (Anglo-Saxon and Norman Britain). Приступљено 3. 7. 2023.
- american.edu (2010). „The Economic and Environmental Impact of the Gulf War on Kuwait and the Persian Gulf”. Washington, DC: American University. Архивирано из оригинала 19. 12. 2010. г.
- Billows, Richard A (2008). Julius Caesar: The Colossus of Rome. ISBN 9781134318322.
- Blackmore, David S.T. (2014). Warfare on the Mediterranean in the Age of Sail: A History, 1571-1866. Приступљено 3. 7. 2023.
- Bostock, Andrew (2010). Greece: The Peloponnese. Приступљено 3. 7. 2023.
- britannica (2023). „scorched-earth policy”. britannica.com. Приступљено 1. 7. 2023.
- Chandler, David (1966). The Campaigns of Napoleon.
- Childs, John Charles Roger; Childs, John (1991). The Nine Years' War and the British Army, 1688-1697: The Operations in the Low Countries. Manchester University Press. ISBN 978-0-7190-3461-9. OCLC 1166971747. Приступљено 6. 7. 2023.
- Clausen, Wendell (1945). „The Scorched Earth Policy, Ancient and Modern”. The Classical Journal. 40 (5). ISSN 0009-8353. JSTOR 3292233.
- Clausewitz, Carl von (1812). Principles of War. Превод: Hans W. Gatzke.
- Clausewitz, Carl von (1832). On War. Превод: J.J. Graham.
- Cunliffe, Barry (2019). The Scythians: Nomad Warriors of the Steppe. Приступљено 2. 7. 2023.
- deoxy (1954). „Protocol I Additional to the Geneva Convention, 1977”. Deoxy.org. Архивирано из оригинала 6. 7. 1997. г. Приступљено 23. 3. 2011.
- Derry, T. K. (1972). A History of Modern Norway: 1814–1972. Oxford: Clarendon Press. ISBN 978-0-19-822503-4.
- Desāī, Raṇajita (2003). Shivaji the Great. Приступљено 24. 2. 2014.
- Desai, B.H. (2022). Envisioning Our Environmental Future. Приступљено 3. 7. 2023.
- Doel, Marcus (2017). Geographies of Violence: Killing Space, Killing Time. Приступљено 3. 7. 2023.
- Dologa, Laurentiu (12. 6. 2020). „Sabotaging the German war machine: The destruction of the Romanian oilfields in November 1916”. Europe Centenary (на језику: енглески). Приступљено 24. 6. 2023.
- Downes, Alexander B. (1. 12. 2007). „Draining the Sea by Filling the Graves: Investigating the Effectiveness of Indiscriminate Violence as a Counterinsurgency Strategy”. Civil Wars. 9 (4): 420—444. ISSN 1369-8249. S2CID 144793055. doi:10.1080/13698240701699631.
- Dyker, David A.; Vejvoda, Ivan (2014). Yugoslavia and After: A Study in Fragmentation, Despair and Rebirth. Routledge. стр. 113—. ISBN 978-1-317-89135-2.
- Eagles, Jonathan (2013). Stephen the Great and Balkan Nationalism: Moldova and Eastern European History. Приступљено 3. 7. 2023.
- Fawcett, M. H. (1901). The Concentration Camps in South Africa. London: Westminster Gazette.
- Finch, Steve (2013). „In Sri Lanka, Will Mass Grave Case Be Buried?”. The Diplomat. Приступљено 24. 2. 2014.
- Fisher, Sydney Nettleton (1959). The Middle East, a History. Приступљено 2. 7. 2023.
- Forczyk, Robert (2016). The Dnepr 1943: Hitler's eastern rampart crumbles. Приступљено 4. 7. 2023.
- Forester, Thomas (1854). The Chronicle of Florence of Worcester. London: Henry G. Bohn.
- Fraser, George MacDonald (1971). The Steel Bonnets.
- Gates, John M. (1984). „War-Related Deaths in the Philippines, 1898–1902”. Pacific Historical Review. 53 (3): 367—378. JSTOR 3639234. PMID 11635503. doi:10.2307/3639234. Архивирано из оригинала 2014-06-29. г.
- Gibbon, Edward (1788). The Decline and Fall of the Roman Empire.
- Gilbert, Martin (1989). The Second World War: A Complete History. New York: Henry Holt and Company. ISBN 978-0-8050-0534-9.
- goacom (2012). „The Church in Goa”. Goacom.com. Архивирано из оригинала 2. 4. 2012. г. Приступљено 9. 11. 2009.
- Grant, Ulysses S. (2017). The Personal Memoirs of Ulysses S. Grant: The Complete Annotated Edition. Приступљено 4. 7. 2023.
- Grey, Orrin (2022). Toussaint Louverture: Self-Freed Slave and Hero of the Haitian Revolution. Приступљено 7. 7. 2023.
- Hardenbergh, John L.; McKendry, William; Griffis, William Elliott (2010). Narratives of Sullivan's Expedition, 1779: Against the Four Nations of the Iroquois & Loyalists by the Continental Army. Приступљено 7. 7. 2023.
- historyinanhour (2012). „A Great Medieval Massacre, 1069”. History in an Hour. Архивирано из оригинала 2012-06-19. г. Приступљено 2015-09-19.
- Hobhouse, E. (1901). Report of a visit to the camps of women and children in the Cape and Orange River Colonies. London: Friars Printing Association Ltd.
- Hobhouse, E. (1907). The Brunt of War and Where it Fell. London: Portrayer Publishers.
- Hochschild, Adam (2011). To End All Wars – a story of loyalty and rebellion 1914-1918. Boston & New York: Mariner Books, Houghton Mifflin Harcourt. стр. 156. ISBN 978-0-547-75031-6.
- Hoyos, Dexter (2011). A Companion to the Punic Wars. ISBN 9781444393705.
- Kakar, Mohammed (1995). Afghanistan: The Soviet Invasion and the Afghan Response, 1979-1982. Приступљено 7. 7. 2023.
- Kershaw, Ian (2000). Hitler: 1936–1945: Nemesis. New York: Norton. стр. 785. ISBN 978-0-393-04994-7.
- Kramer, Andrew E.; Sonne, Paul; Kim, Victoria (7. 6. 2023). „Zelensky warns that hundreds of thousands of people don't have 'normal access to drinking water'”. New York Times. Архивирано из оригинала 8. 6. 2023. г. Приступљено 8. 6. 2023.
- Kuhn, Anthony (2008). „Rivers and the Destruction of Napoleon's Grand Army”. napoleon-series.org.
- Lynn, John A. (2013). The Wars of Louis XIV 1667-1714. Приступљено 6. 7. 2023.
- Mehta, Jaswant Lal (2005). Advanced Study in the History of Modern India 1707-1813. Приступљено 24. 2. 2014.
- Melton, J. Gordon (2014). Faiths Across Time: 5,000 Years of Religious History. Приступљено 3. 7. 2023.
- Miller, Scott (2011). The President and the Assassin: McKinley, Terror, and Empire at the Dawn of the American Century.
- Mojzes, Paul (2016). Yugoslavian Inferno: Ethnoreligious Warfare in the Balkans. Bloomsbury Publishing. стр. 166—. ISBN 978-1-4742-8838-5.
- Naimark, Norman M. (2002). Fires of Hatred: Ethnic Cleansing in Twentieth-Century Europe.
- Oman, Charles (1905). A History of the Art of War: The Middle Ages from the Fourth to the Fourteenth Century. London: Meuthen & Co.
- Pavkovic, A. (2000). The Fragmentation of Yugoslavia: Nationalism and War in the Balkans. Springer. стр. 154—. ISBN 978-0-230-28584-2.
- Phifer, Michiko (2012). „A Handbook of Military Strategy and Tactics”.
- Phifer, Michiko (2012a). A Handbook of Military Strategy and Tactics. Приступљено 4. 7. 2023.
- Pivka, Otto von (2013). The King's German Legion. ISBN 9781472801692.
- Pringle, Heather (април 2010). „Digging the Scorched Earth”. Archaeology. 63 (2): 20—25.
- Richards, John F. (1993). The Mughal Empire. Приступљено 24. 2. 2014.
- Ridley, R. T. (1986). „To Be Taken with a Pinch of Salt: The Destruction of Carthage”. Classical Philology. 81 (2). JSTOR 269786. S2CID 161696751. doi:10.1086/366973.
- Riehn, Richard K. (1990). 1812 : Napoleon's Russian campaign. New York : McGraw-Hill. ISBN 9780070527317. Приступљено 10. 4. 2021.
- rootsweb (22. 1. 1999). „RootsWeb: South-Africa-L Re: Boer War Records”. Archiver.rootsweb.ancestry.com. Архивирано из оригинала 22. 12. 2008. г. Приступљено 23. 3. 2011.
- Roy, Kaushik (2020). India's Historic Battles: From Alexander the Great to Kargil. Приступљено 24. 2. 2014.
- sahistory (2008). „Women's struggle in South Africa”. Архивирано из оригинала 21. 8. 2008. г. Приступљено 2. 7. 2023.
- Schiller, Friedrich (1799). The History of the Thirty Years' War in Germany. Превод: Christoph Martin Wieland. W. Miller.
- Schirmer, Jennifer (1998). The Guatemalan military project: a violence called democracy. University of Pennsylvania Press.
- Sitaresmi, Ratnayu (24. 3. 1946). „Social History of The Bandung Lautan Api (Bandung Sea of Fire)” (PDF). Архивирано из оригинала (PDF) 3. 6. 2017. г. Приступљено 22. 8. 2008.
- Snaith, Anna (2014). Modernist Voyages: Colonial Women Writers in London, 1890–1945. Приступљено 4. 7. 2023.
- Spenser, Edmund (1849). The Works of Edmund Spenser: With Observations of His Life and Writings. Приступљено 3. 7. 2023.
- Tabari (2015). History of al-Tabari Vol. 18, The: Between Civil Wars: The Caliphate of Mu'awiyah A.D. 661–680/A.H. 40–60. SUNY Press. ISBN 9781438413600 — преко Google Books.
- Taylor, Jay (2009). The Generalissimo: Chiang Kai-shek and the Making of Modern China. Belknap Press of Harvard University Press. стр. 158. ISBN 9780674033382.
- Thomas, Steven (4. 4. 2015). „Battle of Tucuman 24–25 September 1812”. balagan.info.
- Tisdall, Simon (17. 5. 2010). „Sri Lanka faces new calls for Tamil inquiry”. The Guardian. London.
- Todd, Douglas (2016). „Douglas Todd: Lest we overlook the 'Asian Holocaust'”. Vancouver Sun. Архивирано из оригинала 9. 7. 2021. г. Приступљено 2. 7. 2021.
- Traquar, Peter (1998). Freedom's Sword.
- Tuunainen, Pasi (2016). Finnish Military Effectiveness in the Winter War, 1939-1940. Приступљено 4. 7. 2023.
- un.org (3. 3. 2023). „Myanmar: Tatmadaw army's 'scorched earth' policy in spotlight”. UN News (на језику: енглески). Приступљено 14. 3. 2023.
- unric (2017). „Why Sri Lanka matters”. UNRIC. London. Архивирано из оригинала 23. 6. 2017. г. Приступљено 28. 9. 2013.
- Wellman, Robert Campbell (14. 2. 1999). „"Iraq and Kuwait: 1972, 1990, 1991, 1997." Earthshots: Satellite Images of Environmental Change”. U.S. Geological Survey. Архивирано из оригинала 28. 10. 2002. г. Приступљено 27. 7. 2010.
- Willcox, Tilton (јануар 1988). „The Use and Abuse of Executive Powers in Warding off Corporate Raiders”. Journal of Business Ethics. 7 (1/2): 51. S2CID 154719523. doi:10.1007/BF00381997.
- Xenophon (403). „VI”. Anabasi. Превод: H. G. Dakyns. Project Gutenberg. Приступљено 1. 7. 2023.

## Spoljašnje veze
- „Syria's forests pay a heavy price”. YouTube. 5. 1. 2014. Приступљено 24. 2. 2014.